# Ogiwy
Ogiwy, pasma Forbesa – występujące w obrębie jęzora lodowca tzw. ciepłego (poniżej lodospadów) naprzemiennie ułożone pasma lodu ciemnego, grubokrystalicznego, powstającego w lecie oraz jasnego, drobnokrystalicznego powstającego w zimie, różniące się wysokością.
Ogiwy powstają tam, gdzie lodowiec przechodzi przez przeszkodę w postaci odpowiednio wysokiego progu (np. krawędzi karu). W tym miejscu na jego powierzchni tworzą się szczeliny, do których latem dostaje się pył, sadza i inne zanieczyszczenia atmosferyczne, a zimą świeży śnieg.
W ten sposób powstają na powierzchni lodowca poprzeczne pasma, łukowato wygięte i skierowane wybrzuszeniem zgodnie z kierunkiem jego ruchu, co jest spowodowane tym, że boczne partie lodowca na skutek tarcia o skały przemieszczają się wolniej niż te leżące pośrodku. Ciemne pasma utworzonego latem lodu grubokrystalicznego zawierają dość duże domieszki materiału mineralnego, natomiast jasne, drobnokrystaliczne (zimowe) bogate są w pęcherzyki powietrza.
Selektywnie działająca insolacja sprawia, że pasma ciemne ulegają szybszej ablacji niż jasne. Skutkiem tego jest tworzenie się z lodu jasnego łęków o wysokości do 1 m, przedzielanych ciemniejszymi siodłami, widocznych na powierzchni lodowca. W ciągu roku powstaje para pasm: jaśniejsze i ciemniejsze. Policzywszy ogiwy na zmierzonym odcinku lodowca można więc wyliczyć średnią prędkość jego ruchu.
Nazwa „pasma Forbesa” pochodzi od nazwiska szkockiego fizyka i glacjologa – Johna Davida Forbesa, który w 1842 roku opisał ogiwy na lodowcu Mer de Glace w Alpach.